# Haliporus taprobanensis
Haliporus taprobanensis är en kräftdjursart som beskrevs av Alcock och Anderson 1899. Haliporus taprobanensis ingår i släktet Haliporus och familjen Solenoceridae. Inga underarter finns listade i Catalogue of Life.